# Pave Benedikt 4.
Benedikt 4. (død juli 903) var pave fra 1. februar til sin død  903. Han var søn af romeren Mammalus. Historikeren Flodoard fra 900-tallet gav ham navnet den Store, grundet hans adelige herkomst og hans generøsitet. Han efterfulgte pave Johannes 9. (898–900) og blev selv efterfulgt af pave Leo 5. (903).
Benedikt 4. fastholdt Pave Formosus' bestemmelser, hvis lig var blevet gravet op af pave Stefan 6. og var blevet stillet for retten ved kadaversynoden i 897. I 901, efter at den karolingiske kejser var forsvundet, fulgte Benedikt pave Leo 3.s eksempel og kronede Ludvig den blinde til tysk-romersk kejser. I sin tid som pave bandlyste han Balduin 2. af Flandern for at have myrdet Fulk, ærkebiskoppen af Reims. Han døde i Rom i sommeren 903 og blev begravet foran Peterskirken ved porten Guido.